# Tęczowy Music Box
Tęczowy Music Box – polski program muzyczny dla dzieci i młodzieży stworzony przez Lilianę Urbańską i Krzysztofa Sadowskiego. Był emitowany na początku lat 90. XX w. na antenie TVP1.
Pierwszy odcinek programu zarejestrowano w wieczór sylwestrowy 1989. Jego emisja odbyła się w 1990, z trzymiesięcznym opóźnieniem. Ówczesne kierownictwo telewizji nie wyrażało zgody, aby w programie wystąpił Maciej Pietrzyk, który miał zaprezentować Piosenkę dla córki, utwór z listy zakazanych do wykonywania w stanie wojennym, znany robotnikom i ich dzieciom ze Stoczni Gdańskiej.
Redaktorami programu zostali, obok Aleksandra Pałaca, Barbara Kolago i Krzysztof Sadowski. Gospodarzami programu były dzieci z grupy Tęcza, a później z radiowego zespołu Chochliki, w tym m.in. Marysia Sadowska, Piotr Deszkiewicz, Gabrysia Owsiak, Julia Wolska, Agata Komosa, Maciej Kolago oraz gościnnie Krzysztof Tyniec. Atrakcyjność programu miały zapewnić liczne konkursy, w których można było wygrać cenne nagrody (głównie przenośny sprzęt grający marki Philips, ufundowany przez firmę Brabork).
Tęczowy Music Box rejestrowany był również poza studiem telewizyjnym, m.in. w Sali Kongresowej i Teatrze Wielkim podczas koncertów galowych z okazji Mikołajek, Dni Dziecka czy Dni UNICEF-u. Następnie także w największych halach sportowych w kraju w ramach ogólnopolskiej akcji Odkrywamy talenty. W konkursie zorganizowanym w 1995 roku na najbardziej uzdolnioną solistkę dziecięcą zwyciężyła Alicja Bachleda-Curuś.
Wraz z popularnością programu na antenie TVP1, w czwartki o godz. 19:10 zaczęły ukazywać się krótkie programy w formie wieczorynek pt. Tęczowy Mini Box. Prezentowano tam naukę piosenek dla dzieci oraz wierszowane Tęczowe bajeczki pióra Doroty Gellner z muzyką Barbary Kolago i Aleksandra Pałaca. Popularność piosenek z tego cyklu, takich jak Leśne duszki, Śmieszne grzybki czy Kapelusze pełne płatków spowodowała, że trafiły one do śpiewników szkolnych oraz na płyty CD. Zaczęły być śpiewane przez dzieci w przedszkolach i szkołach, a także na różnego rodzaju festiwalach.
W wyniku zmian kadrowych w kierownictwie Telewizji Polskiej, Tęczowy Music Box został zdjęty z anteny i zastąpiony przez nowe programy dla dzieci: Małe musicale i Talent za talent.

## Piosenki dla dzieci - Tęczowy Music-Box
- Jesienna dyskoteka
- Koronkowa lambada
- Kołysz nas ziemio
- Jestem Gabrysia
- Walczyk pod akacją
- Żal mi lwa
- Piosenka do poduszki

Źródło:

## Literatura
- Piosenki dla dzieci - Tęczowy Music-Box, Wydawnictwo: MTJ
- Śpiewnik Tęczowy Music Box Przeboje, Wydawnictwo: Spółdzielnia Pracy Świat „Świat Młodych”[3] (zawiera 30 najpopularniejszych piosenek telewizyjnego programu Tęczowy Music Box)[4][5]